# Ria Valk
Ria Valk (née le 11 février 1941 à Eindhoven) est une chanteuse, présentatrice, actrice, parolière et peintre néerlandaise. Elle est surtout connue comme chanteuse de chansons joyeuses et comiques.

## Discographie

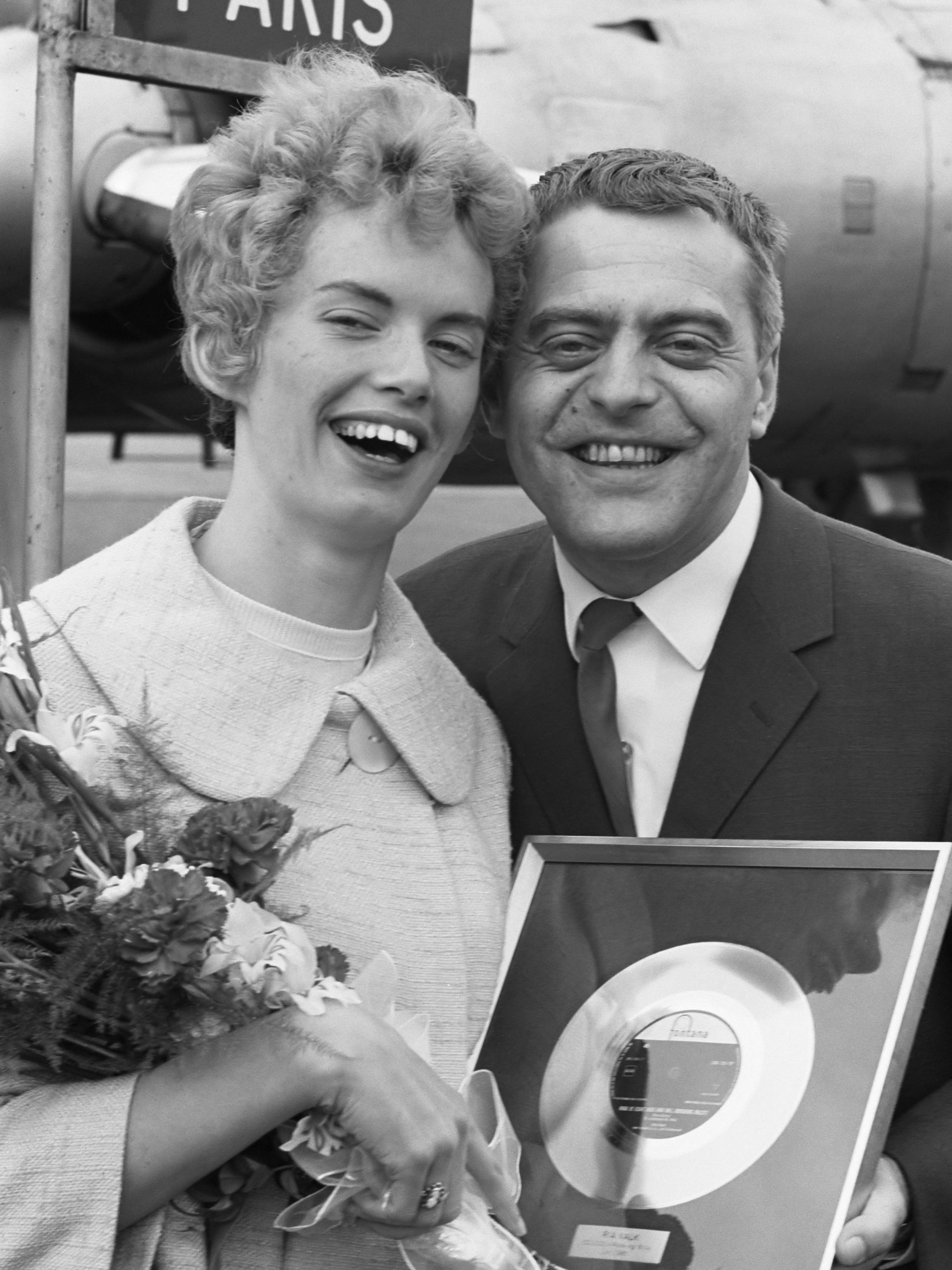
Ria Valk et Stig Anderson (1961)